# Ли, Томас (колонист)
Томас Ли (англ. Thomas Lee, 1690 — 14 ноября 1750) — американский дворянин, военный и землевладелец, член вирджинской Палаты бюргеров и президент губернаторского совета Вирджинии (исполняющий обязанности губернатора), один из политических лидеров Вирджинии в своё время. Ли принадлежал к династии вирджинских Ли, с 1710 года принимал участие в политической жизни и был управляющим земель лордов Ферфакс в Северном Перешейке. Впоследствии он унаследовал обширные владения во многих округах Вирджинии, где стал развивать табачные плантации. В 1722 году он женился на Ханне Харрисон Ладвелл, породнившись таким образом с сильной семьёй Харрисонов. Он стал депутатом Палаты бюргеров и основателем усадьбы Стратфорд-Холл. В 1733 году он стал членом Губернаторского совета (верхней палаты Генеральной ассамблеи). По его инициативе в 1747 году была основана Огайская кампания, а в 1749 году он стал исполняющим обязанности губернатора Вирджинии в отсутствие Уильяма Гуча. Король Георг II официально утвердил его в должности губернатора, но Томас умер в 1750 году.

## Ранние годы
Родоначальником американских Ли был полковник Ричард Ли I по прозвищу «Иммигрант» (1617—1664), который прибыл из Англии в Америку в 1639 году и служил в суде колонии Джеймстаун. Он женился на Энн Констебль, в их семье было 10 детей. После смерти Ричарда его несколько плантаций были разделены между сыновьями. Третьим сыном «Ли-иммигранта» был Ричард Ли II (1647—1715), родившийся в Вирджинии на плантации «Парадайз», которую впоследствии унаследовал. Он женился на Летиции Корбин (ок. 1657—1706), в их семье было 8 детей. От четырёх сыновей — Ричарда, Филипа, Томаса и Генри — пошли четыре ветви рода Ли. Томас был шестым ребёнком в семье (четвёртым из выживших), он родился около 1690 года на плантации Маунт-Плезант в округе Вестморленд. Как младший ребёнок в семье он не получил такого большого наследства, как его старшие братья, но зато достиг успеха в политике. Около 1700 года он окончил колледж Уильяма и Мэри в Уильямсберге. Вскоре он покинул дом и стал работать в табачном бизнесе со своим дядей Томасом Корбином.
По сей день ведутся споры о том, в честь кого был назван город Лисберг в Виргинии. Одни утверждают, что в честь Томаса Ли, другие, что в честь его сына Фрэнсиса Лайтфута Ли, внёс законопроект об основании города

## Семья

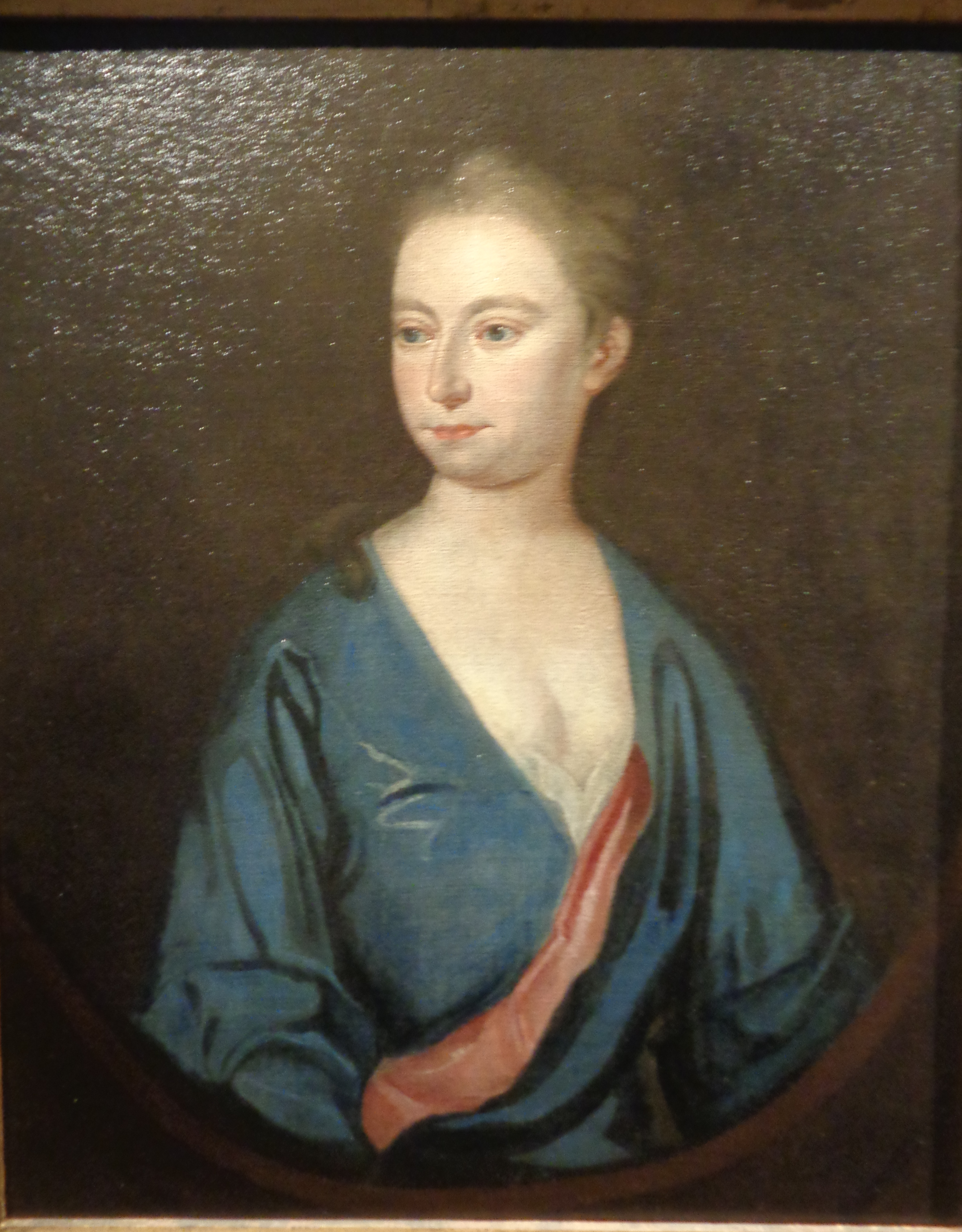
Ханна Харрисон Ладвелл — Ли

В мае 1722 года Томас Ли женился на Ханне Харрисон Ладвелл (1701—1750), дочери Филипа Ладвелла II из Гринспринга и Ханны Харрисон. В семье было 11 детей из которых 8 дожили до сознательного возраста:
- Ричард Ли (род. 1723)
- Филип Ладвелл Ли (1726—1775) — отец Матильды Ладвелл Ли, которая вышла замуж за Генри Ли и стала матерью Роберта Э. Ли.
- Джон Ли (1728—1782)
- Ханна Ладвелл Ли (1729—1782)
- Томас Ладвелл Ли[англ.] (1730—1778
- Ричард Генри Ли (1732—1794)
- Фрэнсис Лайтфут Ли
- Элис Ли (1736—1817)
- Уильям Ли[англ.] (1737—1795)
- Джеймс Ли (1739)
- Артур Ли (1740—1792)